# Paweł z Piotrkowa
Paweł z Piotrkowa (ur. 1390, zm. 1442) – rektor Uniwersytetu Jagiellońskiego w latach 1441–1442.

## Życiorys
Urodził się w 1390 roku. W 1441 roku objął funkcję rektora Uniwersytetu Jagiellońskiego. Funkcję tę przestał pełnić w 1442 roku. Zmarł w 1442 roku.